# 流体
流体（りゅうたい、英: fluid）とは、静止状態においてせん断応力が発生しない連続体の総称である。
一般的には液体や気体であるが、液体と気体が混ざったものやこれらに微量の固体が混ざった混相流体のように特殊な流体として扱われるものもある。

## 定義
流体に共通の性質は流動性である。これは体積一定で準静的な変形には力を要しないことであり、さらに言い換えると、静止状態において接触面に平行な内部の力が発生しない（せん断応力、接線応力が発生しない）となる。これより、上述の「静止状態においてせん断応力が発生しない連続体」という流体の定義が得られる。
この「流動性」という定義は熱力学的・物性的なものでなく、運動学的なものである。よって、連続体としての固体と流体の区別は、物質の形態としての固体と液体・気体の区別と厳密には一致しない。例えば、非常に急激な力を加えると水も固体のような性質を示すし、非常に緩慢な力が働いていると氷も流動することからも、同じ状態の物質でも運動の時間・空間スケールの違いによって流体とも固体とも観ることができる（粘弾性を参照）。また、塑性を持つ固体や、分散系と呼ばれる液体・気体中に固体が分散した状態のものも流体として扱われることがある。
体積変化を伴う変形には力が必要だが、これは接触面に垂直な内部の力は発生してもよいからである。いかなる方向の接触面に関しても面に平行な内部の力が発生しないことから、「静止流体において内部の力は接触面に垂直でその大きさは接触面の方向によらず面積に比例すること」が導かれる。この定理を発見者の名前からパスカルの原理と呼び、垂直な内部の力と面積の間の比例定数を圧力（あるいは静水圧）と呼ぶ。なお、以上のことから流体の定義を「静止状態において等方的な応力をもつ連続体」とすることもできる。

### 連続体モデル
実在流体は互いに衝突をする離散的な分子から構成される。しかし、連続体モデルでは流体を連続であると、すなわち、密度・圧力・温度・速度といった量は各点で定義され、空間に対して連続的に変化すると考える。これは、各「点」を十分に小さいが多数の分子を含む領域と考え、諸量はこの領域での平均量として定義することで実現できる。
連続体モデルは、不連続に変化する量を連続的に変化するとみなす近似である。クヌーセン数 Kn（分子の平均自由行程長と、考えている物理問題に現れる特徴的な長さスケールとの比）が1より十分小さければ（たとえば Kn  < 1/5 ならば）、近似の精度は十分に高く、実在流体を連続体とみなしてよい。

### 希薄流体力学
通常のモデルの流体は多くの分子で構成される連続した物質として捉えられるが、分子数が極めて少ない場合には個々の分子運動の性質に大きく影響されるものであり希薄流体力学という分野で扱われる。

## 分類

### 密度の変化による分類
連続体力学の巨視的な視点において、気体と液体には定性的な違いはない。定量的な違いとして密度以外に圧縮性（圧力変化に対する密度変化の比）の大小があげられるので、
- 非圧縮性流体 - 密度の流れに沿った時間変化がない流体[6]。圧縮性が小さい流体（液体など）のモデルとして多く用いられる。
- 圧縮性流体 - 圧縮性が無視できない流体
  - バロトロピック流体 - 密度が圧力のみの関数である流体[1]。気体などの熱伝導性が低い流体のモデルとして多く用いられる。

という分類が考えられる。ただし、特徴的な速さが音速より小さい場合は気体も非圧縮性流体として考えてよく、液体でもその内部を伝わる音波（密度の粗密波）を議論するときには圧縮性流体として考えなければならない。
なお、密度が一様で一定な流れ（非圧縮性流体の一部）もバロトロピック流体の一つである。

### 粘性による分類
運動中の変形に対してはせん断応力が発生してもよい。準静的でない変形に対してせん断応力が発生する性質を粘性と呼ぶ。せん断速度で変形の速さを定義できるので、流体は、
- 粘性流体 - 粘性を持つ流体
  - ニュートン流体 - せん断速度とせん断応力の間に線形性が成り立つ流体
  - 非ニュートン流体 - 線形性が成り立たない流体
- 非粘性流体 - 粘性を持たない（運動状態によらず常に界面に垂直な内部の力しか発生しない、つまり、圧力のみで内部の力を記述できる）流体

に区分される。

#### 完全流体
非粘性流体を理想流体あるいは完全流体と呼んで粘性流体である実在流体と区別する。実在流体でも粘性が相対的に小さい流れの場合、粘性の影響が無視できない境界層や衝撃波などの領域は比較的薄く、それ以外の領域で完全流体の流れとみなせる場合が多いので、完全流体の力学は実在流体を考察する上でも重要である。
なお、この完全流体・理想流体の定義は文献や分野により異なることがある。物理の分野では、粘性だけでなく熱伝導性を持たない流体を完全流体と呼ぶことがある、また、水理学や土木工学などの分野では非粘性・非圧縮性流体を完全流体と呼ぶこともあり、非粘性・非圧縮性流体を理想流体として完全流体と区別する文献
もある。

## 運動の記述
- ある瞬間における各点の速度ベクトルに沿ってできる曲線を流線、同一点から次々と流れる複数の粒をある瞬間に結んでできる曲線を流脈線（流条線）、1粒の移動経路を継続追跡して描かれる曲線を流跡線と呼ぶ。定常な流れでは三者は同一となるが、非定常な流れでは異なる線となる[8]。

- 一般に速度場 v の境界条件と全領域における rot v , div v の値がわかれば、ヘルムホルツの定理より速度場 v を再現できる。rot v = 0 を満たす流れを渦なしの流れといい、 div v = 0 を満たす流れを非圧縮性の流れという。rot v = 0 , div v = 0 を満たす流れには、ある調和関数φが存在して、v = ∇φ と置ける。特に2次元流れの場合速度場は複素速度ポテンシャルで表現でき、数学的取り扱いが非常に簡単になる。
- 流体の運動は以下の保存則と状態方程式によって記述される。
  - 質量保存則 （連続の式）
  - 運動量保存則 （運動方程式）
  - エネルギー保存則

- 非粘性流体の速度場の変化を支配する運動方程式は、重力などの外力を除けば、圧力のみで記述できる。1755年にレオンハルト・オイラーにより定式化されたオイラー方程式と呼ばれる1階非線型偏微分方程式が非粘性流体の支配方程式である。粘性流体の支配方程式はナビエ-ストークス方程式とよばれ、オイラー方程式に粘性散逸項を加えたものである。

- 流体は、規模の大小が異なってもレイノルズ数やマッハ数などの無次元量が等しい流れは似た挙動を示し、これは相似則と呼ばれる。レイノルズ数が低いときの滑らかな流れを層流、レイノルズ数が高いときの乱れた流れを乱流と呼ぶ。